# Prosartes
Prosartes, rod sjevernoameričkog bilja iz porodice ljiljanovki (Liliaceae) smješten u potporodicu Streptopoideae. Nekada su ove vrste smatrane dijelom azijskog roda Disporum, koji je Dahlgren premjestio u porodicu Uvulariaceae, koja nije priznata, danas čini tribus Uvularieae, kao dio porodice mrazovčevki Colchicaceae.
Domovina roda Prosartes je Sjeverna Amerika (Kanada i SAD). 
Priznato je preko 6 vrsta

## Vrste
1. Prosartes hookeri Torr.
2. Prosartes lanuginosa (Michx.) D.Don
3. Prosartes maculata (Buckley) A.Gray
4. Prosartes parvifolia S.Watson
5. Prosartes smithii (Hook.) Utech, Shinwari & Kawano
6. Prosartes trachycarpa S.Watson